# GIMP
A GIMP (GNU Image Manipulation Program) egy bittérképes képszerkesztő program. Támogatja a rétegek kezelését, az átlátszóságot. Van némi vektorgrafikus támogatás is benne. A projektet 1995-ben Spencer Kimball és Peter Mattis kezdte, jelenleg önkéntesek csoportja tartja karban és fejleszti. Szabadon felhasználható a GPL licenc alatt.

## Áttekintés
A GIMP az összes fontosabb platformra (Windows, Linux, MacOS, BSD, Solaris) létezik. A Windows változatból van pendrive-ra is telepíthető portable verzió is.
Jellemzők:
- A szerkesztő eszközök széles választéka, ideértve az ecsetet, tollat, festékszórót és rengeteg mást.
- A szerkesztett kép méretét csak a rendelkezésre álló lemezterület korlátozza.
- Rétegek (Layers) és csatornák (Channels).
- Külső programokból meghívható funkciók és makrók.
- A visszavonási lehetőségeket (Undo) csak a szabad lemezterület korlátozza.
- Képátalakítási (Transform) lehetőségek, ide értve a forgatást, tükrözést és sok mást.
- Több képformátum támogatása: GIF, JPEG, PNG, XPM, TIFF, TGA, MPEG, PS, PDF, PCX, BMP stb.
- Beépülő modulok (Plugins)[2].

A GIMP a kezelőfelület nyelvét igyekszik az operációs rendszerhez igazítani, ez azonban felülbírálható, akár menüből, akár parancssorból.
A GIMP indítható kezelőfelület nélkül, automatizált feladatok (batch) futtatásához.

## Kritikája
A program jellegzetessége, hogy ha a felhasználó bezár egy eszköztár ablakot, azt nagyon nehezen tudja újra megnyitni.

## Fájlformátumok
A GIMP az alábbi fájlformátumokat képes mind megnyitni, mind menteni:
- GIMP XCF, az alapértelmezett formátum (.xcf, vagy tömörítve .xcf.gz vagy .xcf.bz2-ként)
- Autodesk flic animáció (.fli)
- DICOM (.dcm vagy .dicom)
- Postscript dokumentumok (.ps, .ps.gz és .eps)
- FITS csillagászati képek (.fits, vagy .fit)
- Scalable vector graphics (.svg)
- Ikonfájlok (.ico)
- Windows bitkép (.bmp)
- PaintShop Pro kép (.psp vagy .tub)
- Adobe Photoshop PSD (.psd)
- PNM kép (.pnm, .ppm, .pgm, és .pbm)
- Compuserve GIF képek és animációk (.gif)
- JPEG képek (.jpeg, .jpg, vagy .jpe)
- PNG (.png)
- Tagged Image File Format (.tiff vagy .tif)
- TARGA (.tga)
- X bitképek (.xbm, .icon, vagy .bitmap)
- X pixmap kép (.xpm)
- X window dump (.xwd)
- Zsoft PCX (.pcx)

A GIMP az alábbi fájlformátumokat csak olvasásra tudja megnyitni:
- PDF dokumentumok (.pdf)

A GIMP az alábbi formátumokba csak menteni tud, megnyitni nem tudja:
- HTML táblázat színes cellákkal (.html)
- C forrásfájlok tömbként (.c vagy .h)
- MNG animációk (.mng)

## Forkolások és egyéb verziók
- GIMP Windowshoz: 1997 óta (1.1 verzió) elérhető Windowsra is, Tor M. Lillqvist finn programozó jóvoltából.[3]
- GIMPshop: egy képszerkesztő program, a GIMP módosítása, amely az Adobe Photoshop kezelőfelületét utánozza.
- CinePaint Film Gimp: egy nyílt forráskódú képszerkesztő program, ami elsősorban képkockák utólagos retusálására használható. Archiválva 2020. november 17-i dátummal a Wayback Machine-ben